# Celostní vzdělávání
Celostní vzdělávání je přístupem k výchově a vzdělávání, který usiluje o maximální možný rozvoj potenciálu člověka ve všech směrech. Člověk je pojímán jako jednota těla, mysli a ducha (body, mind, spirit) a dle Rona Millera celostní výchova a vzdělávání uvažuje rozvoj člověka v širší perspektivě harmonie složky tělesné, kognitivní, afektivní, spirituální, estetické a sociální.
Pro celostní vzdělání je typický inkluzivní přístup, který vychází z humanistických ideálů, transcendentalismu a pragmatismu. Celostní vzdělávání je dle některých autorů paradigma, dle jiných filosofie, která je založena na předpokladu, že každý člověk nachází svou identitu i smysl života díky druhým lidem a svému okolí (přírodě, společnosti, ...). Velký důraz je kladen na vztahy (mezi lidmi, veškerými živými bytostmi, ale i na vztah člověka a prostředí), ekologii, spiritualitu a porozumění sobě samému jakožto člověku. Dle Rona Millera je člověk je nedílnou součástí pěti úrovní celistvosti (tou první je sám člověk, dále Miller jmenuje komunitu, společnost, planetu a kosmos), které nikdy nemohou být pouhým součtem jednotlivých aspektů, ale jsou ve vzájemném vztahu v kontextu, propojenosti a významu.

## Terminologie
Celostní vzdělávání je synonymní s pojmy celostní výchova, holistická výchova a holistické vzdělávání. Pojem "education" vždy zahrnuje výchovu i vzdělávání, protože tyto složky nelze od sebe zcela oddělit, lze ovšem poukázat na to, která složka převládá (zda výchova či vzdělávání).

## Stručná historie celostní výchovy a vzdělávání
Kořeny celostního vzdělávání sahají do prostředí Spojených států amerických a Kanady ke konci 70. let 20. stol. Důležitými principy v poznávání a vztahu ke světu, výchově a vzdělávání se v té době staly propojenost (interconnectedness) fenoménů, soustředěnost na člověka jako takového a jeho ukotvení v určitém prostředí.
Roku 1988 založil Ron Miller časopis Holistic Education Review a v témže roce vyšla i důležitá publikace Johna P. Millera The Holistic Curriculum. Zásadní událostí bylo ustavení Global Alliance for Transforming Education (GATE). V roce 1991 byl pod hlavičkou GATE publikován zásadní dokument Education 2000: A Holistic Perspective, který do českého jazyka přeložila Alena Hrdličková pro časopis Pedagogika.

## Základní principy celostní výchovy a vzdělávání
Ač se přístupy k celostnímu vzdělávání značně odlišují, společným rysem celostního vzdělávání je přesvědčení, že celostní vzdělávání by v lidech mělo probouzet touhu (vnitřní motivaci) po rozvoji svých vrozených možností a dispozic. Rudge ve svém vymezení celostního vzdělávání poukazuje na kořeny vycházející z humanismu, který do sebe integruje prvky spirituality, celostního chápání světa a propojenosti (interconnectedness) fenoménů. Celostní vzdělávání do velké míry staví na principech zkušenostního učení (respektive na principech zážitkové pedagogiky).
V tradici odvolávající se na Johna Deweye lze spatřit silně zakořeněné principy svobody, autonomie/osobní zodpovědnosti a demokracie. Růst člověka je možný jen v interakci s druhými lidmi a okolím, zároveň vede k zodpovědnosti za sebe, druhé i okolí, kterým není myšlena jen příroda či prostředí města, ale i vztahy v komunitě (především v rodině a dalších mikroprostředích, do nichž člověk vstupuje), ve společnosti, v celém světě. Tím pádem se člověk stává zodpovědným i za stav společnosti (Dewey by mluvil o zodpovědnosti za demokracii), ve které žije. Lidé, kteří vycházejí z principů celostního vzdělávání by tedy měli vytvářet otevřenou, inkluzivní společnost.

### Odlišné důrazy "východní" a "západní" kultury a religiozity
Tradice „západní“ (Evropa, Amerika, Austrálie) vzešla z hodnot židovsko-křesťanských. V celostním vzdělávání ji reprezentuje například pojetí Scotta H. Forbese a jeho koncept ultimátnosti (Ultimacy) a kompetence k prozíravosti (Sagacious Competence). Dalším příkladem západního přístupu jsou publikace Johna. P. Millera, který zdůrazňuje propojenost, inkluzi a vyváženost. Východní tradici reprezentuje Yoshiharu Nakagawa. Jeho pojetí se opírá o pluralitní religiózní systémy (buddhismus, taoismus, konfucianismus, šintoismus atp.) a usiluje spíše o nalezení vlastního já, které směřuje k beztvarosti – osvícení.

### Pět úrovní celistvosti dle Rona Millera[3]
1. Celistvost osobnostní – člověk jako celek fyzické, emocionální, intelektuální, sociální, estetické a spirituální stránky
2. Celistvost komunitní – kvalita vztahů na lokální úrovni (od rodiny, přes přátele, známé ze školy či zaměstnání až po spoluobčany z města – v sociální pedagogice zahrnuto pojemem mikroprostředí)
3. Celistvost společenská – společnost v rámci státu či širšího kulturního rámce, kde jsou sdíleny určité hodnoty (zároveň ale také způsoby vykořisťování, kontroly moci atp.)
4. Celistvost planetární – uvážení dopadu činnosti člověka na celou planetu
5. Celistvost kosmická – z ní vyplývá kontext, dává smysl našemu bytí (celé naše já i vše kolem nás probouzí vnímání přirozenosti-celku)

### Přístup Scotta H. Forbese - Ultimátnost a kompetence k prozíravosti[5]
Ultimátnost (Ultimacy)
Forbes ultimátnost popisuje jako nejvyšší stav bytí, kterého člověk může dosáhnout (v dané chvíli nebo dlouhodobě), nebo je jím myšlena nejhlubší možná starost či nejvážnější závazek, který člověk může dát (např. oddat se službě něčemu vyššímu či svatému). Snaha o dosažení ultimátnosti není jen náročná a obtížná, může naopak být i přirozená (od přírody – příroda a přirozenost sdílí v českém jazyce týž slovní základ) a snadná.
Forbes a Martin ultimátnost charakterizují následovně:
1. ultimátnost ve smyslu religiózním (ne nutně náboženském) - poskytuje člověku světlo či směr, když se dostane do nesnází nebo když musí čelit náročným výzvám,
2. ve smyslu psychologickém - Forbes se svým pojetím přibližuje Maslowově sebeaktualizaci, Jungovu pojetí jednoho světa, či Rogersově plně fungující osobnosti. Každý člověk má jinou výchozí pozici, jiné talenty (dary) či omezení, ale každý má usilovat o rozvinutí vlastního potenciálu až k maximu možného,
3. tuto rovinu Forbes nedefinuje, protože podle něj může mít různé formy v rámci naplňování vlastního potenciálu člověka. Forbes tím zároveň přiznává, že ultimátnost člověka přesahuje a naplnit vlastní potenciál s takto nastaveným horizontem je výzvou.

Kompetence k prozíravosti (Sagacious competence)
Díky tomu, že se člověk rozvíjí v intencích celostního vzdělávání, že naplňuje potenciál svůj a dopomáhá k tomu i druhým, má šanci rozvíjet i moudrost – prozíravost, a tak dosáhnout ultimátnosti.
Forbes a Martin kompetenci k prozíravosti připisují šest charakteristik:
1. svoboda (ve smyslu vnitřní svoboda, nezávislost),
2. dobrý úsudek (zde myšleno ve smyslu sebeřízení a autonomie člověka),
3. meta učení (důraz na to, jak se kdo individuálně učí),
4. sociální schopnosti (nejen učení se sociálním dovednostem, ale s důrazem na bytostnou účast na dění ve společnosti, opak pasivity, kdy se člověk nechá společností vést),
5. kultivace hodnot (rozvoj charakteru a kvalit každého jedince, ne pouze důraz na hodnoty importované z vnějšku),
6. poznání sebe sama (široký koncept, který usiluje o poznání samotné podstaty a přirozenosti každého jedince).